# Eltekoff-Hydrolyse
Die Eltekoff-Hydrolyse, auch Eltekow-Hydrolyse,  ist eine Namensreaktion in der Organischen Chemie, welche 1873 erstmals von dem russischen Chemiker Alexander Eltekoff (1846–1894) vorgestellt und nach ihm benannt wurde. Es handelt sich um die Hydrolyse von Vinylhalogeniden in wässriger alkalischer Lösung zur Herstellung von Carbonylverbindungen (Aldehyde oder Ketone).

## Übersichtsreaktion
Bei dieser Reaktion wird ein Vinylhalogenid mittels einer Base zu einem Keton (oder Aldehyd) umgesetzt.

## Reaktionsmechanismus
Zunächst findet ein nucleophiler Angriff 1 des Hydroxid-Ions an das Kohlenstoff des Olefins, welches sich in β-Position zum Halogen befindet statt. Anschließend greift das nun negativ geladene Kohlenstoff in α-Position ein Wasserstoffatom des Wassermoleküls nucleophil an 2. Durch die Deprotonierung des Wassers entsteht wieder ein Hydroxid-Ion, welches anschließend das Kohlenstoff in α-Position des entstandenen Halogenalkohols wiederum nucleophil angreift 3. Dies ermöglicht die Abspaltung des Halogens als Anion. Durch Erhitzung ordnen sich die Elektronenpaare im entstandenen Glycol neu an 4 und eine der beiden Hydroxid-Gruppen geht zusammen mit einem Proton als Wasser ab. Als Endprodukte liegen, aufgrund der Keto-Enol-Tautomerie, sowohl ein Enol 5, als auch ein Keton 6 vor.

## Anwendung
Diese Reaktion wird zur Herstellung von Glykolen, Aldehyden und Ketonen verwendet.